# بوكر تي أند إم جي (باند)
بوكر تي أند إم جي (بالإنجليزية: Booker T. & the M.G.'s)‏ فريق أمريكي لعزف موسيقى الريزم & بلوز R&B، وأيضا موسيقة الفونك funk. كان للفريق تأثير في تشكيل «صوت الروح الجنوبية Southern soul» وموسيقى «روح ممفيس Memphis soul». الأعضاء الأصليون للمجموعة هم:
- بوكر تي جونز (اورج وبيانو)
- ستيف كروبر (جيتار)
- لوي شتاينبرغ (باس)
- آل جاكسون جونيور (طبول)

قام الفريق بالعزف في مئات التسجيلات لفنانين من بينهم ويلسون بيكيت وأوتيس ردينغ وبيل ويذرز وسام آند ديف وكارلا توماس وروفوس توماس وجوني تايلور وألبرت كينغ.
أصدر الفريق أيضًا تسجيلات موسيقية باسمهم، بما في ذلك الأغنية المنفردة الناجحة في عام 1962 «البصل الأخضر Green Onions». بصفتهم منشئي صوت الساكس الفريد، كان الفريق واحدًا من أكثر الفرق إنتاجًا واحترامًا وتقليدًا في عصره. بحلول منتصف الستينيات، كانت الفرق على جانبي المحيط الأطلسي تحاول أن تبدو مثل بوكر تي أند إم جي.

## وصلات خارجية
- Booker T. Jones' official homepage
- Steve Cropper's official homepage
- Donald "Duck" Dunn official homepage
- Booker T. Jones interview by Pete Lewis, 'Blues & Soul' June 2011 نسخة محفوظة 24 فبراير 2021 على موقع واي باك مشين.
- "'Green Onions' – The Greatest Single of all Time" at PopMatters.com
- Green Onions, Live in Oslo, Norway 4/7/67